# 용재 성현 묘역
용재 성현 묘역(慵齋 成俔 墓域)은 대한민국 경기도 파주시 문산읍 내포리에 있는 조선시대의 무덤이다. 2004년 5월 17일 경기도의 문화재자료 제130호로 지정되었다.

## 개요
예조판서 등의 벼슬을 지냈다. 성현은 문재(文才)를 타고나 여러 차례 명나라로 사신을 가면서 사행록(使行錄)을 저술하고, 조선에 오는 명나라 사신들과 창수(唱酬)하여 그들을 탄복하게 했다. 또한 성현은 음률(音律)에도 정통하여 장악원 제조를 겸했으며, 예조판서로 유자광(柳子光) 등과 당시의 음악을 집대성하여『악학궤범(樂學軌範)』을 편찬했다.
더불어 성종의 명으로 고려가사 중에서 「쌍화점(雙花店)」 등을 고치기도 했다. 1504년(연산군10)에 『용재총화(慵齋叢話)』를 저술했으며, 문집으로는 『허백당집(虛白堂集)』이 남아 있다. 성현은 죽은 뒤 수 개월 만에 갑자사화가 일어나 부관참시(剖棺斬屍) 당했으나 곧 신원(伸寃)되었다. 용재 성현 묘의 봉분은 쌍분으로 부인 한산이씨(韓山李氏)와의 합장묘이다. 석물로는 묘갈 1기, 상석 1기, 향로석 1기, 문인석 2기가 배치되어 있다. 본래 문인석과 함께 무인석이 제작되어 배치되었는데, 2006년 무인석이 도난당했다. 현재 문인석은 16세기 석물이며, 상석(床石), 향로석(香爐石), 묘갈(墓碣, 1992년 건립) 등 그 외 석물은 근래의 작품들이다.

## 지정사유
성현묘역은 인물의 역사적 평가나 묘역의 석물 특히 무인석은 걸작품으로서 기존에 지정된 도문화재에 비해 손색이 없어 문화재자료로 가치가 있다.

## 참고 문헌
- 용재성현묘역 - 국가유산청 국가유산포털